# Glipostenoda shizuokana
Glipostenoda shizuokana es una especie de coleóptero de la familia Mordellidae.

## Distribución geográfica
Habita en Japón y en Fujian (China).